# 박철민 (정치인)
박철민(생년 미상 ~ )은 조선민주주의인민공화국의 정치가이다. 조선로동당 중앙위원회 후보위원 겸 김일성-김정일주의청년동맹 중앙위원회 1비서이다.

## 경력
2016년 8월 김일성-김정일주의청년동맹 중앙위원회 비서에 임명되었다. 2017년 10월 7일 당 중앙위원회 제7기 제2차전원회의를 통해 당중앙위원회 후보위원으로 선출되었다.
2017년 11월, 전용남 후임으로 김일성-김정일주의청년동맹 중앙위원회 비서에서 제1비서로 임명되었다.

## 기타
2018년 8월 김영춘 사망 당시에 국가장의위원회 위원을 맡았다.